# Ömer İzgi
Ömer İzgi né 1940 à Doğanhisar, est un avocat et homme politique turc.
Il est diplômé de la faculté de droit de l'Université d'Ankara dans la même université il fait son master (sur le droit civil)
Pendant quelque temps, il est avocat et expert général. Il fonde le parti conservateur (MP) en 1983. En 1985, MP change le nom et devient parti du travail nationaliste (MÇP) et İzgi est le vice-secrétaire général de MÇP. En 1993 le parti renommé le MHP, Ömer İzgi est président de la fédération d'Ankara de MHP plus tard le vice-président de ce parti. Il est député de Konya entre 1999-2002. Il est vice-président du groupe MHP à la Grande Assemblée nationale de Turquie entre 1999-2000 et président de l'assemblée entre 2000-2002.